# Carex diandra
Carex diandra Schrank es una especie de planta herbácea de la familia de las ciperáceas.

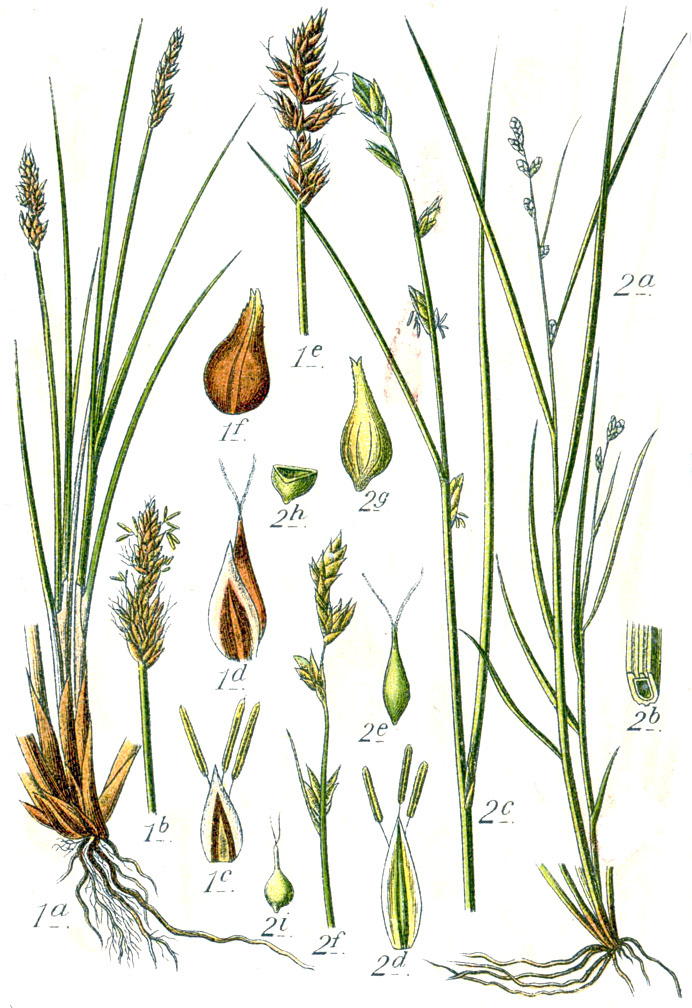
Ilustración

## Distribución y hábitat
Está ampliamente distribuida en el Hemisferio Norte, donde se puede encontrar en toda América del Norte, Europa y Asia. También se sabe que se encuentra en Nueva Zelanda. Crece en una amplia variedad de hábitats húmedos, incluidos los humedales, prados, ciénagas y lagos.

## Descripción
Esta especie produce grupos de tallos triangulares que alcanzan hasta los 90 centímetros de largo. Las hojas tienen el filo blanco, rojo y punteadas vainas de hasta unos 30 centímetros de largo. La inflorescencia es simple o, a veces compleja, compuesta de varios racimos de espigas de color marrón claro.

## Taxonomía
Carex diandra fue descrita por Franz Paula von Schrank y publicado en Acta Acad. Elect. Mogunt. Sci. Util. Erfurti (1782) 49
Etimología
Ver: Carex
diandra; epíteto latino que significa "con dos estambres".
Sinonimia
- Carex bernardina Parish
- Carex diandra var. ampla (L.H.Bailey) Kük.
- Carex diandra forma longibracteata Chwastowski
- Carex diandra forma major (W.D.J.Koch) Kük.
- Carex diandra var. ramosa (Boott) Fernald
- Carex diandra forma tenella (Beckm.) Kük.
- Carex ehrhartiana Hoppe ex Boott
- Carex fulva Thuill.
- Carex paniculata var. diandra (Schrank) Fiori
- Carex paniculata var. minor Retz.
- Carex paradoxa var. pseudoparadoxa (S.Gibson) Nyman
- Carex pseudoparadoxa S.Gibson
- Carex teretiuscula Gooden.
- Carex teretiuscula var. ampla L.H.Bailey
- Carex teretiuscula var. crassior Hartm.
- Carex teretiuscula var. ehrhartiana (Hoppe ex Boott) Nyman
- Carex teretiuscula var. major W.D.J.Koch
- Carex teretiuscula var. ramosa Boott
- Carex teretiuscula forma simplicior Sanio
- Carex teretiuscula var. tenella Beckm.
- Caricina teretiuscula (Gooden.) St.-Lag.
- Physiglochis teretiuscula (Gooden.) Raf.
- Vignea diandra (Schrank) Soják
- Vignea teretiuscula (Gooden.) Rchb.[3][4][5]